# 1923 في البرازيل
فيما يلي قوائم الأحداث التي وقعت خلال عام 1923 في البرازيل.

## سياسة

### تعيين في المنصب
- 3 مايو – جيتوليو فارجاس عضو مجلس النواب البرازيلي [الإنجليزية]‏.

## مواليد

### يناير
- 27 يناير – فالدير أزيفيدو موسيقي برازيلي.

### فبراير
- 24 فبراير – ألبرتو مارسون لاعب كرة سلة برازيلي.

### مارس
- 24 فبراير – ألبرتو مارسون لاعب كرة سلة برازيلي.

### أكتوبر
- 18 أكتوبر – باولو أمارال لاعب ومدرب كرة قدم برازيلي.

## وفيات

### مارس
- 1 مارس – روي باربوزا (مواليد 1849)

### سبتمبر
- 9 سبتمبر – هيرميس دا فونيسكا (مواليد 1855) سياسي برازيلي.